# Bisdom Elbląg

kerkprovincie Warmia:
33. Aartsbisdom Warmia
34. Bisdom Elbląg
35. Bisdom Ełk

Het bisdom Elbląg (Latijn: Dioecesis Elbingensis, Pools: Diecezja Elbląska) is een in Polen gelegen rooms-katholiek bisdom met zetel in de steden Elbląg, Kwidzyn en Prabuty. Het bisdom behoort tot de kerkprovincie Warmia, en is samen met het bisdom Ełk suffragaan aan het aartsbisdom Warmia.

## Geschiedenis
- 25 maart 1992: Opgericht als bisdom Elbląg uit delen van het bisdom Chełmno, aartsbisdom Gdańsk, en aartsbisdom Warmia

## Bisschoppen van Elbląg
- 1992-2003: Andrzej Śliwiński
- 2003-2014: Jan Styrna
- 2014-heden: Jacek Jezierski

### Hulpbisschoppen in Elbląg
- 1992-heden Józef Wysocki

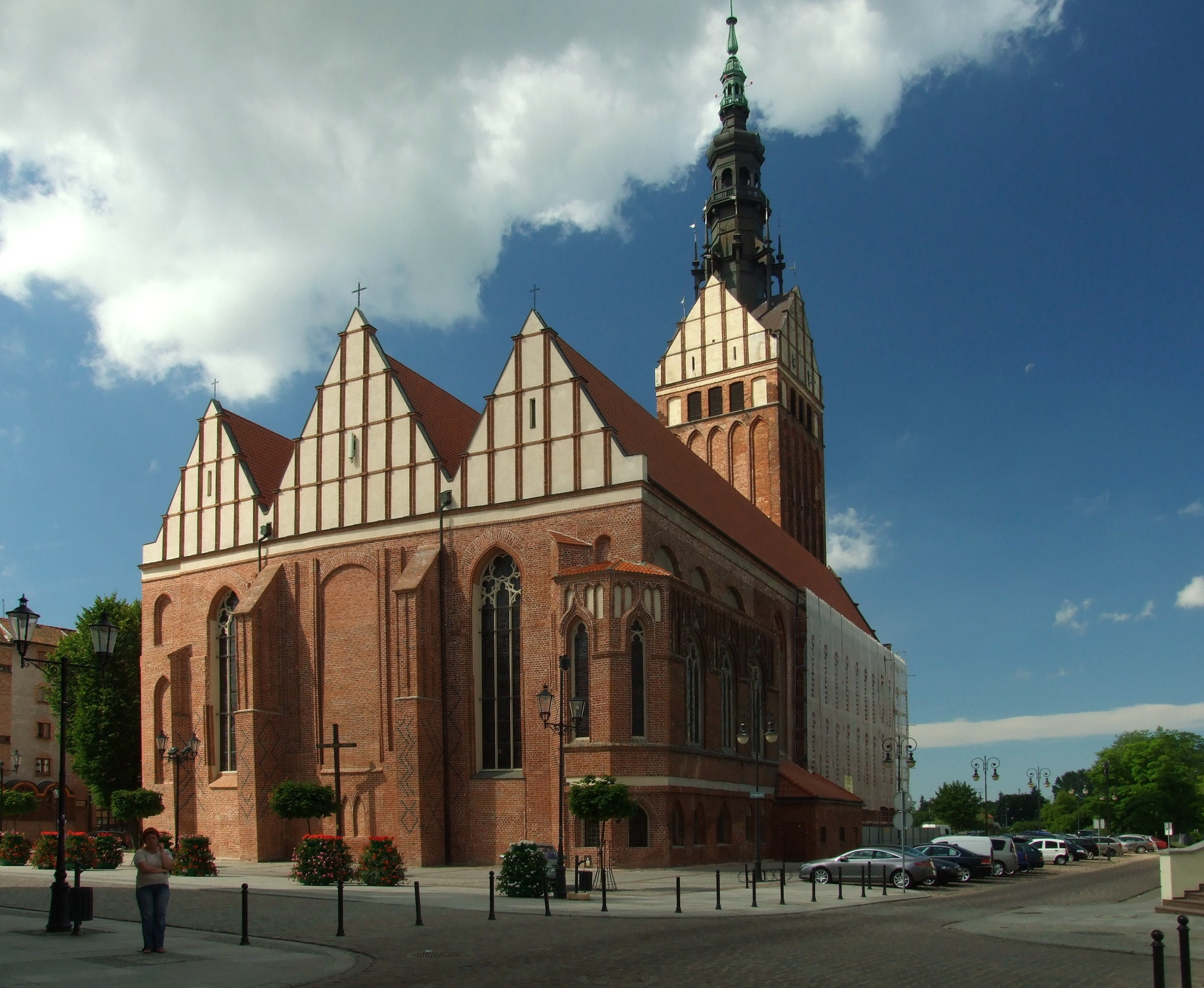
Kathedraal van Elbląg
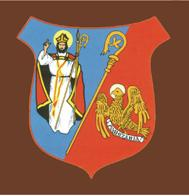
Wapen van het bisdom Elbląg
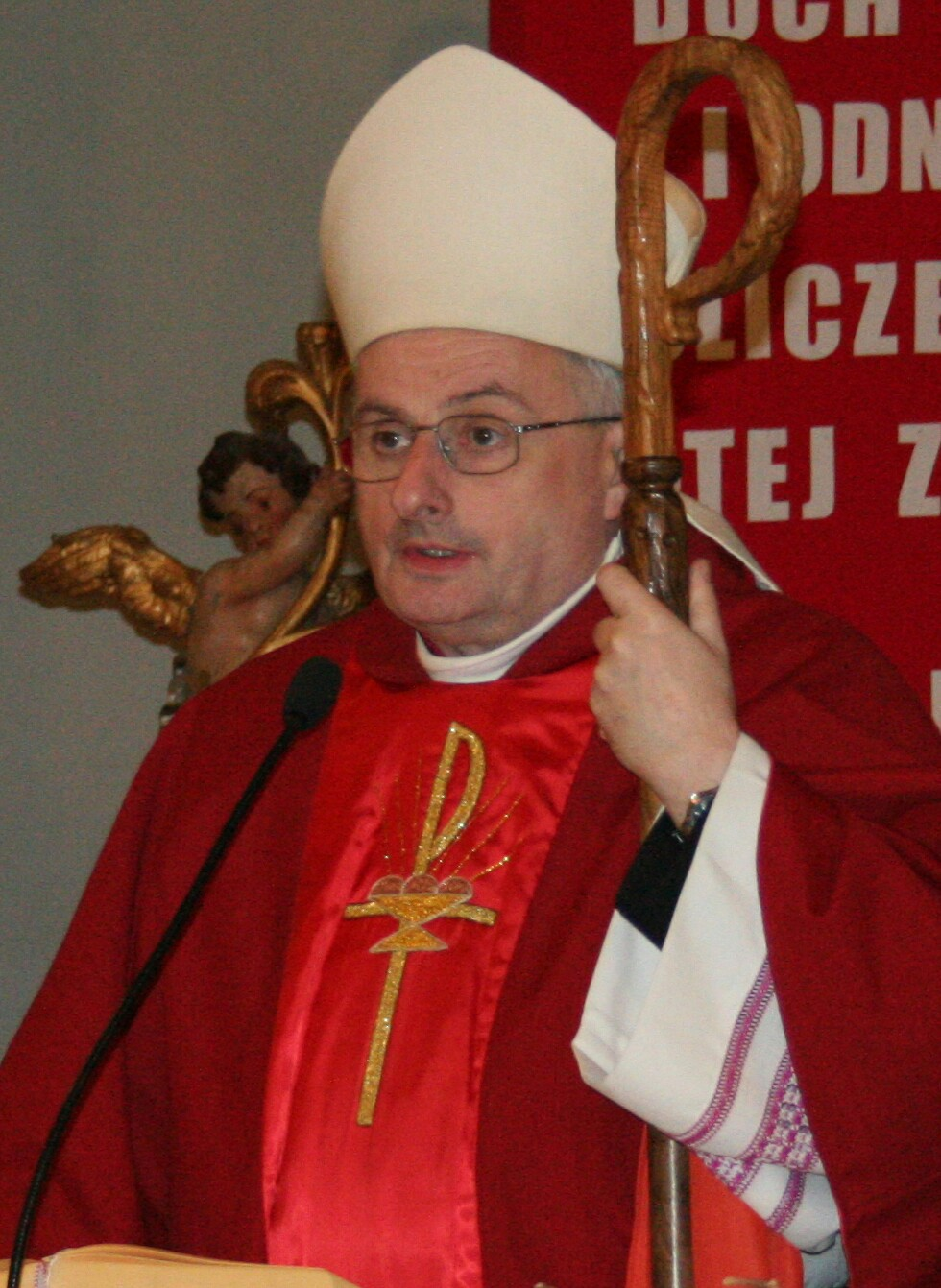
Bisschop Jacek Jezierski